# Aspik
Aspík (tudi hladétina ali žólca) je v posodi oblikovana hladna želatinasta predjed z začimbami, mesno juho, mesom, ribami, jajci ali zelenjavo. Je tudi ime za samo želatinasto juho, pridobljeno s kuhanjem določenih delov svinjine in teletine, bogatih s kolagenom.

### Izvor besed
Aspik je tujka iz francoskega aspic (hladetina, žolca in vrsta gada, kača). Kulinarični pomen se je morda razvil iz besede kača zato, ker so modeli za aspik imeli obliko v klobčič zvite kače ali pa je to asociacija na kačjo kožo, ki je prav tako pisana kot mesni ali ribji aspik.
Žolca je prevzeta iz srednjevisokonemškega sulze (žolca), kar se je razvilo iz starovisokonemškega sulza (razsolica, v razsolici namočeno meso) in kar je dalo današnje nemškemu Sulz ter sorodno Sülze (žolca).
Hladetina je prišla od besede hlȃd (hladīti, ohladīti, ohlájati).

### Priprava, uporaba in postrežba
Žolco se pridobi s kuhanjem svinjskih parkljev, kože, repa, glave, ličnic, rilca, jezika, uhljev in kosti ali telečjih (tudi govejih) kosti in nog (lahko se ga en dan namaka). Kuhanje žolce se olajša z dodajanjem industrijske želatine. Vanjo gre tudi piščančje in divjačinsko meso. Doda se ji lahko sok kuhanega mesa, zrezano čebulo, česen, timijan, celi poper, lovorjev list, peteršilj, jajca, dušene gobe, korene zélene, korenje, koščke kumar ali drugo zelenjavo (Ivan Ivačič svetuje malo soli in pa pazljivost pri količini zélene, ki potemni juho). Predčasno praženje zelenjave naj bi dalo boljši okus in barvo. Pred koncem kuhanja se zéleno vzame iz lonca in uporabi za solato, lonec pa z ognja vzame, ko se meso skoraj loči od kosti (okoli sedem ur na nizkem ognju). Maščobo se pobere z vrha juhe in porabi za prikuho (pobiranje pene in maščobe pripomore k večji prozornosti, žolca je motna tudi zaradi premočnega vretja. Nekateri pobiranje pene odsvetujejo, saj je v njej okus in ker sama izgine). Meso se loči od kosti, se ga seseklja in predene v večjo posodo (aspik se naredi lahko tudi v več manjših). Precedi se juho, v katero se lahko zmeša nekaj limonovih lupin, malo popra, nekaj rezin dobre salame ali narezan kos telečje pečenke. Mešanica se strdi v temnem in hladnem prostoru ter postreže naslednji dan ali pa takoj.
Jed se naliva v plasteh, da okras obdrži obliko. Posodo se pred tem splakne z mrzlo vodo. Da se iz nje aspik zvrne nepoškodovan, se model za nekaj časa potopi v vročo vodo. Okrasi se ga z rezinami limone, kislimi kumaricami, kaprami, sardinami, sardelami ali narezanimi jajci. Za prilogo se ponudi gorčico, nastrgan hren, majonezo, kis, poper, zrezano čebulo, prepečenec, maslo ali razno zelenjavo. Okus aspika naj bi izboljšala zabela z bučnim oljem in škropitev z dobrim kisom.
Za ribjo hladetino se dve uri in pol kuha ribe brez glav z dodatkom olja, čebule, popra, lovorja, kisa in soli, nato se odstrani kosti in pusti en dan, da se strdi. Po drugem receptu se kuha tudi ribje glave in doda želatino, da aspik ni premehak.
Z aspikom se lahko garnira rezine mesa ali obda pašteto. Na tanko prevlečena (šemizirana) živila na servirni plošči z aspikom dobijo sijaj in so zaščitena pred oksidacijo. Z aspikom se pripravlja terino. Ribe v aspiku zdržijo na hladnem dlje časa. Kosi hladetine se lahko pripravijo v solati iz čebule, olja, kisa, soli, popra in peteršilja. V aspik pomočen piščanec predstavlja pava v pisani kulinarični kreaciji.

## Aspik po svetu

### Slovenija
Po Pravilniku o kakovosti mesnih izdelkov Republike Slovenije žolca za razliko od tlačenke vsebuje manj, torej najmanj 30 procentov mesa ali mesnine. Obe sta uvrščeni med hladetinaste klobase, v katerih so mišično in maščobno tkivo, mesnine ter dodatne surovine povezani z naravno želatino, pridobljeno z vlažno toplotno obdelavo surovin z več veziva (koža, kite, tetive) ali z dodano želatino.
Živalski deli za kuhanje žolce so veljali za cenovno dostopne povprečnemu kupcu in se jih ni splačalo krasti. Delali so jo v času kolin. V 20. stoletju se je za pripravo aspika začelo uporabljati pločevinasto posodo.
Aspik je bil na Primorskem velikonočna jed (navadno s kosi svinjine, jajčnimi kolesci in lovorjem, ki je nujen del te specialitete) in Vipavci mu pravijo »žepca«. V italijanskem zamejstvu se žolci reče »žuca«, na Kozjanskem »žulca«, v Kanalu ob Soči pa »žuč«. V Hardeku so koscem postregli tudi s hladetino. Na Središkem je bila hladetina z dodano čebulo, česnom in lovorjem del binkoštnih in božičnih praznikov, pa tudi malica za delavce na njivi. Na Dolenjskem so pri kuhi žolce s čebulo radi dodajali cviček. Žolco so na Kostelskem redko jedli.
Žolca (v starejših virih tudi žolica) je tudi splošni izraz za želatino ali obratno. Hladetina se je reklo želeju (sadni sok, zgoščen zaradi pektina), sladkorni ribezovi glazuri za sladice in pecivo, ter (ne vedno želatinastemu) smetanovemu, jogurtnemu, mlečnemu ali skutnemu pudingu z dodatkom jajc, medu, sladkorja, pomaranče, vanilin sladkorja, rabarbare, ribeza, kave, kakava, limone, črnega vina, klinčkov, sadja ali koruznega zdroba.
Valentin Vodnik je recepte za sadne žolce oz. žele uvrstil v skupno poglavje z vkuhanim sadjem oziroma marmeladami. Velika kuharica (1989) deli hladetine na zelenjavne, mesne in sadne (želeji). Kuharica Felicite Kalinšek vsebuje recepte za sadne in mlečne hladetine.
Hladetina iz sadnih ostankov in odpadlega sadja je bila med 1. svetovno vojno predstavljena kot alternativa marmeladam, čežanam in maslu.

### Vzhodna Evropa
Na Poljskem, v Rusiji in Ukrajini (pokrajina Galicija), kjer je riba predstavljala pogost del prehrane, se je ta pripravljala z aspikom tako v domačih hišah kot gostiščih. Na Poljskem ima galaretka več regionalnih imen. Kuhana je iz prašičje glave, parkljev, kože in telečje krače. Poškropljena je s kisom ali limonovim sokom, vsebuje pa z zelišči začinjeno mesno juho, grah in jajca.

### Združene države Amerike
Konec 2. svetovne vojne je spodbudil razvoj prehrambene industrije, ki se je navadila denarja ameriške vojske. Industrijsko predelana hrana je bila tudi privlačna, saj je prihranila čas in denar ženskam, od katerih se je pričakovalo, da bodo dobre gospodinje, četudi so same imele porabnice tovrstnih izdelkov za lene, neorganizirane in nasploh slabe žene. Želatina v modelih je bila lahek način priprave glavnega obroka iz konzervirane hrane ali tiste, ki je ostala, z dodelanim videzom hitro pripravljenih jedi pa so gospodinje pokazale, da so se vseeno potrudile. V 50. in 60. letih dvajsetega stoletja je bilo pripravljanje želatinastih jedi popularno tudi zato, ker je bilo nekakšen statusni simbol, saj je za strjevanje aspika potreben hladilnik, ki je bil takrat drag. Ker priprava hrane v modelih ni povzročila toliko umazanije, je bila v sozvočju s povojno dobo, ki je bila obsedena z moderno tehnologijo ter čistočo in učinkovitostjo, ki ju je spodbudila modernizacija opreme gospodinjstev. Prehrambena podjetja so sponzorirala produkcijo kuharskih knjig, ki so večkrat vsebovale za lase privlečene, bizarne in preveč preproste recepte, ki so dali več na videz. Želatinaste jedi, ki so bile lepe zaradi uporabe modelov, so bile stalen del tega žanra, ki je izumrl sredi 70. let dvajsetega stoletja, ko so začeli preganjati sladkor, poudarjati pomen zdrave prehrane in so ženske opuščale vlogo gospodinje. Takrat so v modo prišle navadne solate, posušeni paradižniki in mikrovalovke. Industrija se je osredotočila na oglaševanje slaščic in prigrizkov.
V Utahu in ostalih večinoma mormonskih predelih so želatinaste solate del družabnih dogodkov. Z želatino eksperimentirajo kuharji v okviru molekularne gastronomije. Aspik v Severni Ameriki in zahodni Evropi ni tako vsakodneven kot v Nemčiji in vzhodni Evropi, in je bolj hobi ljubiteljev nenavadnega, ki imajo svoje skupine na Facebooku in Redditu.

#### Judovska skupnost
Judje v ZDA iz kuhanih telečjih nog delajo aspik, imenovan p'tcha, ki je prišel z izseljenci iz vzhodne Evrope. Je kvadratast in manjše velikosti ter je nekakšen simbol revščine, saj je kuhan iz cenejših kosov mesa. Vsebuje čebulo, beli kis ali limonon sok, česen, sol, poper in narezana jajca.

## Zanimivosti
V Slovencu so leta 1929 omenili nekega v Rusiji rojenega baptista Harderja, ki je v svojem delu Religija v rdeči Rusiji (Wernigerode am Harz, 1929) trdil, da je neki srednješolski učitelj v Rusiji skuhal hladetino iz človeških kosti, da bi dijake prepričal, da duša ne obstaja.